# Armando Ojea
Armando Ojea Bouzo (Villar de Barrio, Orense, 12 de diciembre de 1962) es un músico y político español, uno de los ideólogos y fundadores de Democracia Ourensana (DO). Fue teniente de alcalde de la ciudad de Orense, concejal y diputado provincial de Orense. Tras las Elecciones al Parlamento de Galicia de 2024, fue elegido diputado por DO para la XII legislatura de Galicia.

## Biografía

### Trayectoria política
Armando Ojea fue uno de los fundadores que en 2001 creó junto a Gonzalo Pérez Jácome el partido provincial Democracia Ourensana (DO).

#### Número dos oficial de DO
A finales de febrero de 2015, antes de la campaña de las elecciones municipales de mayo, dimitió la hasta entonces número dos de DO, Susana Gómez Valencia. Tras la dimisión y como preparación para la campaña electoral que prometía mejorar los resultados de los partidos mayoritarios, Jácome eligió a Armando Ojea como nuevo número dos de la lista y por tanto del partido.
En 2019, con el acuerdo entre el Partido Popular de Galicia y Democracia Ourensana para mantener a José Luis Baltar (PPdeG) al frente de la diputación y a Gonzalo Pérez Jácome (DO) como alcalde de Orense, Armando Ojea se convirtió en teniente de alcalde del consistorio de Jácome.

#### Candidato a las elecciones gallegas
En octubre de 2023, Gonzalo Pérez Jácome anunció la intención de que el partido provincial DO se presentase a las ya anunciadas elecciones al Parlamento de Galicia de 2024. No fue hasta el 15 de noviembre de 2023 que se anunciaría que el candidato que DO presentaría a los comicios no sería Jácome, alcalde de Orense, sino Armando Ojea, número 2 del partido.
El 8 de enero de 2024 dejó su acta de diputado provincial en la Diputación de Orense para asumir la campaña electoral de DO a las elecciones gallegas, en las que el partido sólo se presentaba por la circunscripción electoral de Orense.

## Polémicas

### Petición de dimisión de las XSG
En 2019, las Juventudes Socialistas de Galicia (XSG, por utilizar Xuventudes en gallego) solicitaron la dimisión del entonces edil de DO, Armando Ojea, por considerarlo «tránsfobo». Esta acusación surgió de unos comentarios que Ojea realizó en su cuenta de la red social Twitter con motivo de la propuesta de poder indicar una «X» en la casilla de género del Documento Nacional de Identidad.

### Renuncia en bloque de concejales de DO
En 2020, a raíz de unas acusaciones de corrupción que afectaban tanto al alcalde de DO, Gonzalo Pérez Jácome, como al propio Armando Ojea, comenzó una guerra intestina en el grupo municipal de DO en el Ayuntamiento de Orense, siendo encabezado el grupo díscolo por el hasta entonces portavoz municipal, Miguel Caride. Tras la negativa de Jácome a dimitir, los cinco concejales críticos acabaron dimitiendo como protesta ante las actuaciones y postura de su alcalde.

### Audios filtrados de Jácome
El 8 de mayo de 2023, el diario local La Región comenzó a filtrar audios del alcalde orensano Gonzalo Pérez Jácome, en los que hablaba sobre cambiar datos de multas y en los que se jactaba de saber emplear dinero negro, que esperaba usar para una campaña. Armando Ojea fue acusado de ser conocedor de esta trama.